# Косаковський Анатолій Лук'янович
Анатолій Лук'янович Косаковський (нар. 8 жовтня 1952, Нетреба) — український медик, винахідник, професор. Завідувач кафедри Дитячої оториноларингології, аудіології та фоніатрії НМАПО імені П. Л. Шупика. Учень професора Олени Євдощенко.

## Біографічні відомості
Народився у с. Нетреба Володимирецького району Рівненської області.
1969 р. поступив на лікувальний факультет Чернівецького медичного інституту.
1975 р. закінчив інститут
1975 — 1976 рр. навчався в інтернатурі в ЛОР відділенні Рівненської обласної лікарні.
1976 — 1980 рр. працював районним оториноларингологом у Володимирецькій центральній районній лікарні Рівненської області.
1980 — 1982 рр. навчався в клінічній ординатурі,
1982 — 1985 рр. — в аспірантурі на кафедрі оториноларингології Київського державного інституту удосконалення лікарів МОЗ СРСР, яку очолювала проф. Олена Євдощенко.
1985 р. достроково захистив кандидатську дисертацію на тему: «Комплексне лікування нейросенсорної приглухуватості з урахуванням стану церебральної гемодинаміки».
1990 р. — заслужений раціоналізатор УРСР,
1994 р. захистив докторську дисертацію на тему: «Хірургічне лікування хронічного рубцевого стенозу гортані і шийного відділу трахеї у дітей».
1985 — 1995 рр. працював асистентом, 1995—1996 рр. — доцент кафедри дитячої оториноларингології Київського інституту удосконалення лікарів.
1996 — 2001 рр. працював професором кафедри, з 2002 р. очолює кафедру дитячої оториноларингології, аудіології та фоніатрії НМАПО імені П. Л. Шупика.
1996 р. присвоєне звання доцента,
2001 р. — присвоєне звання професора,
2014 р. — лауреат Державної премії України в галузі науки і техніки.

## Адміністративна та громадська діяльність
1994—1998 рр. працював завідувачем відділу міжнародних зв'язків та зовнішньо-економічної діяльності,
1998—2000 рр. — проректором з міжнародних зв'язків Київської медичної академії післядипломної освіти імені П. Л. Шупика.
2000—2016 рік працював проректором з міжнародних зв'язків та науково-педагогічної роботи з іноземними громадянами НМАПО імені П. Л. Шупика.
Член редколегії наукових журналів: «Український медичний часопис», «Сімейна медицина», «Хірургія дитячого віку», «Соціальна медицина», «Педиатрия. Восточная Европа», «Инновационные технологии в медицине», «Медична інформатика та інженерія» «Современная педиатрия», «Збірник наукових праць співробітників НМАПО імені П. Л. Шупика», науковим редактором міжнародного наукового журналу «Детская оториноларингология», почесним членом Консультативної Ради Міжнародного біографічного центру (Кембридж, Велика Британія), членом Ради наукових консультантів Американського біографічного інституту.
Дійсний член Нью-Йоркської академії наук (1998), Міжнародної кадрової академії (ЮНЕСКО, 2001), Європейської асоціації медичної освіти (amee, 2011), академіком Міжнародної академії освіти і науки (2016), головним дитячим оториноларингологом МОЗ України (2004—2016), членом медичної комісії НОК України (з 2003), президентом асоціації дитячих оториноларингологов України (з 2005).

## Наукова діяльність
Нагороджений дипломом I ступеня і золотою медаллю ВДНГ УРСР (1989 р.) за розробки нових інструментів. призами Державного департаменту інтелектуальної власності України, Ради Міністрів АР Крим, кубком президента міжнародної федерації асоціацій винахідників, Товариства винахідників Тайваню.
За підсумками Всеукраїнського конкурсу «Винахід-2011» нагороджений дипломом та призом Державної служби інтелектуальної власності України «За ефективне рішення в галузі медицини».
Опублікував понад 630 наукових робіт у вітчизняних і зарубіжних виданнях, в тому числі 5 підручників, 2 атласи, збірку лекцій, 16 монографій, 40 посібників.
Автор 76 винаходів та 155 раціоналізаторських пропозицій. Під його керівництвом захищено 3 кандидатські дисертації, готується до захисту докторська дисертація.
Професор А. Л. Косаковський — учасник міжнародних з'їздів, конференцій оториноларингологів, анестезіологів, педіатрів в Україні та за кордоном. Активно співпрацює з Міжнародною академією класичної гомеопатії (Греція), Інститутом фізіології та патології слуху (Варшава), Люблінською медичною академією (Польща), Університетом Миколая Коперніка (Польща), Інститутом електрозварювання ім. Є. О. Патона НАН України. Бере участь в проведенні багатоцентрових міжнародних клінічних досліджень.

## Ключові публікації
1. Евдощенко Е. А., Косаковский А. Л. Нейросенсорная тугоухость, 1989. — К.: Здоровья. — 112 с.
2. А.с. 1153917 СССР. МКИ3 А 61 Н 23/00. Способ лечения кохлеарного неврита/ А. Л. Косаковский, Е. А. Евдощенко (СССР). — Заявлено 05.03.83; Опубл. 07.05.85. Бюл. № 17.
3. Патент СССР № 1443873. МКИ4 А 61 В 17/06. Устройство А. Л. Косаковского для наложения швов/ А. Л. Косаковский (СССР). — Заявлено 23.03.87; Опубл. 15.12.88. Бюл. № 46.
4. А.с.1487903 СССР. МКИ4 А 61 °F 11/00. Способ тимпанопластики/ Е. А. Евдощенко, В. А. Шкорботун, Б. Г. Иськив, А. Л. Косаковский (СССР). — Заявлено 10.06.86; Опубл. 23.06.89. Бюл. № 23.
5. Kossakovsky A. L., Yevdochenko Ye. A., Golovaty V. G., Shabelnikov V. P., Mateshko S. M. Drug contents in the cochlear tissues following experimental endaural phonophoresis // Giddiness & Vestibulo-Spinal Investigations Combined Audio-Vestibular Investigations Experimental Neurootology. — Proceeding of the XXIIIrd Scientific Meeting of the Neurootological Equilibriometric Society reg. (N.E.S.). (Bad Kissingen, Germany 22-24 March 1996). — Amsterdam — Lausanne — New York — Oxford — Shannon — Tokyo: Elsevier, Excerpta Medica. — 1996. — Vol. 24. — P. 145—148.
6. Косаковський А. Л.. Етіологія, клініка, діагностика, лікування і профілактика хронічного рубцевого стенозу гортані і трахеї у дітей. — К.: КМАПО, 1998. — 152 с.
7. Косаковський А. Л., Юрочко Ф. Б., Михайлов О. Б. Ендоназальні кортикостероїди: Рекомендовано Міносвіти України як навч. посібник.-Львів: Видавництво Мс, 2005. — 56 с.
8. Шидловська Т. А., Косаковський А. Л. Актуальні питання фоніатрії: Навчальний посібник для інтернів та лікарів-курсантів медичних вищих навчальних закладів післядипломної освіти. — К.: НМАПО імені П. Л. Шупика, 2007. — 232 с.
9. Патент України на винахід № 77838. МПК(2006) А61В5/103. Пристрій для розшифровування реоенцефалограми/ А. Л. Косаковський, І. А. Косаківська (Україна). — Заявлено 11.02.2005; Опубл. 15.01.2007 р. Бюл. № 1.
10. Shydlovska T. V., Kosakovskyi A. L., Shydlovska T. A. Impairments in various parts of the auditory analyzer caused by acoutrauma // Neurootology newsletter, 2008. — Vol. 8. — № 2. — P. 40-44.
11. Курсы микрохирургии уха и отонейрохирургии (лекции) / под руководством Сушко Ю. А., Борисенко О. Н. с участием Косаковского А. Л., Сребняк И. А., 2008. — К.: ГУ «ИО им. проф. А. И. Коломийченко АМН Украины», УАООО, EAONO, НМАПО имени П. Л. Шупика. — Электронное издание: DVD-видео 4 диска.
12. Шидловська Т. В., Косаковський А. Л., Шидловська Т. А. Діагностика та лікування сенсоневральної приглухуватості: Навчальний посібник для лікарів-інтернів та лікарів — слухачів медичних вищих навчальних закладів післядипломної освіти. — К.: НМАПО імені П. Л. Шупика, 2008. — 432 с.
13. Тканесохрняющая высокочастотная электросварочная хирургия. Атлас./ Под ред. Б. Е. Патона и О. Н. Ивановой; (Р. А. Абызов,…А. Л. Косаковский, И. А. Косаковская,…). — К.: НВП «Видавництво „Наукова думка“ НАН України», 2009. — 200 с.
14. Патент України на винахід № 91640. МПК (2009) А61В17/32, А61В17/3205 (2006.01), А61В18/12. Аденотом А. Л. Косаковського / А. Л. Косаковський, І. А. Косаківська, Р. Г. Семенов (Україна). — Заявлено 20.03.2009; Опубл. 10.08.2010 р. Бюл. № 15.
15. Патент України на винахід № 92558. МПК (2009) А61В17/00. Електропристрій для операцій на носових раковинах / А. Л. Косаковський, Р. Г. Семенов, І. А. Косаківська, В. Р. Семенов (Україна). — Заявлено 01.07.2009; Опубл. 10.11.2010 р. Бюл. № 21.
16. Патент України на винахід № 92559. МПК (2009) А61В17/00. Електроскальпель / А. Л. Косаковський, Р. Г. Семенов, І. А. Косаківська, В. Р. Семенов (Україна). — Заявлено 01.07.2009; Опубл. 10.11.2010 р. Бюл. № 21.
17. Патент України на винахід № 93621. МПК (2011.01) А61В17/00, А61В17/24, А61В17/30, А61В17/326. Електропристрій для видалення синехій носа / А. Л. Косаковський, І. А. Косаківська, Р. Г. Семенов, В. Р. Семенов, Вільчинський О. І. (Україна). — Заявлено 05.11.2009; Опубл. 25.02.2011 р. Бюл. № 4.
18. Патент України на винахід № 94807. МПК (2009) А61В17/24, А61В17/30. Електроінструмент для біполярного високочастотного зварювання біологічних тканин /А. Л. Косаковський, І. А. Косаківська, Р. Г. Семенов, В. Р. Семенов, О. Т. Зельніченко (Україна). — Заявлено 05.11.2009; Опубл. 10.06.2011 р. Бюл. № 11.
19. Косаківська І. А., Косаковський А. Л., Лайко А. А. Деформація перегородки носа у дітей. К.: НМАПО імені П. Л. Шупика, 2010. — 160 с.
20. Применение Биоптрон-пайлер-света в медицине (учебно-методическое пособие для студентов и врачей). Под редакцией проф. С. А. Гуляра и проф. А. Л. Косаковского. — Издание 2-е, дополненное. — Киев: Изд-во ИФБ НАН Украины и НМАПО МЗ Украины, 2011. — 256 с.
21. Патент України на винахід № 96641. МПК А61В17/24 (2006.01), А61В17/32 (2006.01), А61В17/3211 (2006.01). Аденотом Косаковського-Семенова /А. Л. Косаковський, І. А. Косаківська, Р. Г. Семенов, В. Р. Семенов (Україна). — Заявлено 13.01.2010; Опубл. 25.11.2011 р. Бюл. № 22.
22. Патент України на винахід № 96640. МПК А61В17/02 (2006.01), А61В17/24 (2006.01), А61В17/3211 (2006.01), А61В18/12 (2006.01). Распатор Косаківської-Семенова / А. Л. Косаковський, І. А. Косаківська, Р. Г. Семенов, В. Р. Семенов (Україна). — Заявлено 13.02.2010; Опубл. 25.11.2011 р. Бюл. № 22.
23. Anatolii Kosakovskyi, Ilona Kosakivska. Chronic laryngostenosis due to scar in children: swallowing dysfunction // JUMANA (Лікарський вісник), 2012, Vol. 52, No. 1 (156): 19-27.
24. Косаковский А. Л., Синяченко В. В., Рубан И. И. Опыт применения солевых растворов различной концентрации при заболеваниях носовой полости и околоносовых синусов у детей // Детская оториноларингология, 2012. — № 3. — С. 32-36.
25. Дитяча оториноларингологія: Національний підручник/ А. А. Лайко, А. Л. Косаковський, Д. Д. Заболотна [та ін.]; за ред. проф. А. А. Лайка. — К.: Логос, 2013. — 576 с.
26. Косаковський А. Л., Юрочко Ф. Б. Середній отит. Міні-атлас. — К.: НМАПО імені П. Л. Шупика, 2016. — 50 с.